# Chełchy (powiat Ełcki)
Chełchy (Duits: Chelchen; 1938–1945: Kelchendorf) is een plaats in het Poolse woiwodschap Ermland-Mazurië, in het district Ełcki. De plaats maakt deel uit van de landgemeente Ełk en telt 500 inwoners.